# Harouna Lago
Harouna Lago (* 1946) ist ein ehemaliger nigrischer Boxer.
Bei den Olympischen Sommerspielen 1972 in München unterlag er im Federgewichtsturnier in seinem ersten Kampf dem späteren Olympiasieger Boris Kusnezow durch Knock Out in der ersten Runde.